# Barbe d'Abaco
Le Barbe d'Abaco est une population éteinte de chevaux Barbe espagnols, établie à l'état sauvage sur l'île de Great Abaco, l'une des îles Abacos dans les Bahamas. Cette population atteint les 200 individus au milieu des années 1950, puis est mise en grave péril par l'activité humaine et le passage de l'ouragan Floyd, en 1999. Considéré comme la race chevaline la plus menacée au monde au début du XXIe siècle, son extinction est confirmée en 2015, avec la mort de la dernière jument, Nunki. 
Comme tous les chevaux de type Barbe espagnol, il présente un profil de tête convexe, une taille moyenne et des crins fournis. La couleur de robe est souvent pie.
Un projet de clonage vise à re-créer des copies des derniers chevaux, mais il ne fera pas renaître la race, officiellement considérée comme perdue. La création d'une figurine à son effigie par la marque Breyer a popularisé le Barbe d'Abaco aux États-Unis.

## Histoire
Le Barbe d'Abaco est censé être le descendant de chevaux débarqués et oubliés sur les îles des Bahamas durant la colonisation de l'Amérique et des Caraïbes par les Espagnols. Il tient son nom de l'île sur laquelle il vit, Great Abaco, la plus grande des îles Abaco,. Il y a vraisemblablement été amené depuis Cuba au XIXe siècle ou au début du XXe siècle, bien que cette théorie soit contredite par son relatif éloignement génétique avec les actuels chevaux de Cuba. 
Sa légende veut qu'il descende de chevaux ibériques rescapés d'un naufrage, qui auraient rejoint les îles en nageant. Lorsque Ponce de Léon visite Great Abaco en 1513, il y mentionne la présence de chiens sauvages, mais non de chevaux. L'ouvrage de vulgarisation de Judith Dutson présume que ces chevaux soient arrivés au XVIe siècle, mais défend aussi la peu crédible théorie des chevaux échappés de navires naufragés. Une autre possibilité serait que ces chevaux aient été amenés pendant la Révolution américaine, par un groupe de colons loyalistes envers la couronne britannique.
La race fait l'objet d'études en 1998 et 2002, grâce à des photos, des vidéos et des tests d'ADN, qui les désignent comme une lignée de Barbe élevée en Espagne, descendant des montures des Conquistadors (cheval colonial espagnol). Ils forment une population de 200 chevaux revenus à l'état sauvage, vivant dans des forêts de pins, au milieu du XXe siècle. Les précipitations et la présence de retenues d'eau douce permettent le maintien d'une harde. 
Ces chevaux sont re-découvert par des Américains exerçant ans le commerce de bois, et construisant une route. Leur nombre décline rapidement du fait de la colonisation humaine. En particulier, en 1960, à la suite de la mort d'un enfant qui avait tenté de monter l'un de ces chevaux, les habitants tuent une grande partie du troupeau en représailles. Les Barbes d'Abaco subissent aussi une réduction de leur habitat en raison de la création de la route, des attaques de chiens sauvages sur les poulains, et de coups de feu tirés par les commerciaux.

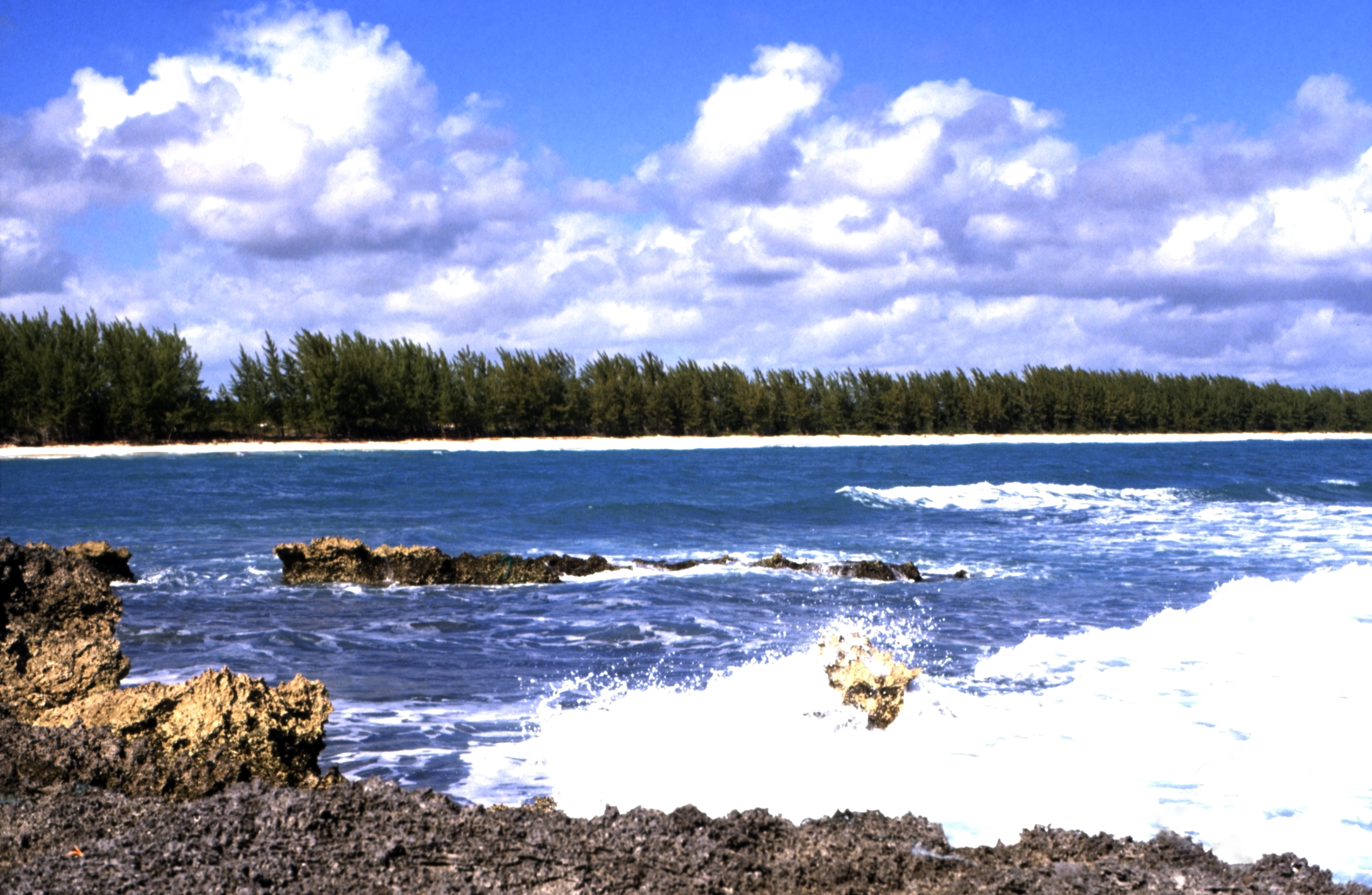
La plage de Great Abaco en 1989.

Il ne reste plus que trois individus (un étalon et deux juments) recensés à la fin des années 1960. Au début des années 1970, ces trois chevaux sont déplacés dans un ranch, où ils se reproduisent, et sont de nouveau relâchés dans la forêt de pins lorsque leur nombre atteint les 12 individus. Ils se reproduisent entre eux, jusqu'à reconstituer une population d'au moins 35 chevaux en 1992,, lorsque le ranch est reconverti en plantation d'agrumes. Le gouvernement des Bahamas créé une réserve pour le Barbe d'Abaco. Le passage de l'ouragan Floyd en 1999 entraîne de nouveaux problèmes, avec des changements drastiques d'habitat. En particulier, les chevaux pâturent sur des végétaux contaminés par des pesticides, entraînant chez eux des problèmes d'obésité, de baisse de fertilité, de foie et de fourbure.
Aucune naissance n'est enregistrée depuis 1998, de nombreux avortements survenant chez les juments. En 2004, il ne reste que douze chevaux vivants. Le Barbe d'Abaco est considéré au début du XXIe siècle comme l'une des races de chevaux les plus rares au monde. Le Barbe d'Abaco étant en danger critique d'extinction, aucun animal n'est autorisé à la vente. Dans les années 2010, la population tombe à moins d'une dizaine d'individus. La dernière jument de la race, Nunki, porteuse d'une rare robe pie balzan, meurt le 23 juillet 2015,. Ses ovules ont été prélevées peu de temps auparavant, dans l'objectif de permettre une fécondation par un étalon génétiquement proche, puis un transfert d'embryon vers une jument porteuse.

## Description
Le Barbe d'Abaco toise environ 1,30 m d'après l'ouvrage de référence de CAB International (2016). Le guide Delachaux indique 1,32 m à 1,47 m. Les tests génétiques démontrent une proximité avec le Paso Fino portoricain et les mustangs de l'Utah. Un vétérinaire de Nassau a certifié que ces chevaux n'ont pas été croisés avec des souches de chevaux de travail.
Ce cheval de selle léger présente nettement le modèle colonial espagnol, avec de solides membres, une longue tête aux naseaux larges de profil convexe, de grands yeux, et des crins fournis.
Ces chevaux peuvent arborer toutes les couleurs de robes rencontrées chez la race Barbe, dont le pie, le gène Rouan, le bai, l'alezan et le noir, avec de nombreuses marques blanches.

## Utilisations
Ces chevaux ont vraisemblablement été amenés sur l'île dans l'objectif de servir au débardage, avant d'être abandonnés avec l'arrivée du tracteur. Au milieu du XIXe siècle, les habitants commencent en effet à couper la forêt de pins, et utilisent des chevaux pour tracter les troncs. Cette activité  perdure au moins jusqu'en 1929.
Au contraire de nombreuses autres populations de chevaux retournées à l'état sauvage, le Barbe d'Abaco n'a pas été capturé pour servir à l'équitation ou au travail, mais a été conservé dans son habitat naturel.

## Diffusion et culture
Great Abaco est faiblement habitée. Le Barbe Abaco constituait la seule race de chevaux locale des Bahamas. Ce cheval a été mis l'honneur dans le livre Jingo: Wild horse of Abaco, écrit par Jocelyn Arundel. Il est cité dans l'ouvrage Born wild: The soul of a horse.
Une pétition a été lancée en 2004 pour créer un modèle de chevaux à collectionner de la marque Breyer a partir d'un cheval Barbe d'Abaco, et re-verser les bénéfices à l'association de préservation Arkwild : cela a contribué à faire connaître la race aux États-Unis.  L'étalon Capella, à la robe pie, a été retenu pour servir de modèle en décembre 2004.
Un projet de clonage est envisagé pour ressusciter certains chevaux, mais l′Equus Survival Trust considère l'Abaco comme une race perdue.